# 雷金纳德·舒姆伯格
雷金纳德·查尔斯·弗兰西斯·舒姆伯格（英語：Reginald Charles Francis Schomberg，1880年—1958年）是英国探险家，曾在亚洲服役，曾去过美索不达米亚、巴勒斯坦地区、英属马来亚、印度、拉达克、新疆。